# Reichsgesetz betreffend die Einführung einer deutschen Kriegs- und Handelsflagge

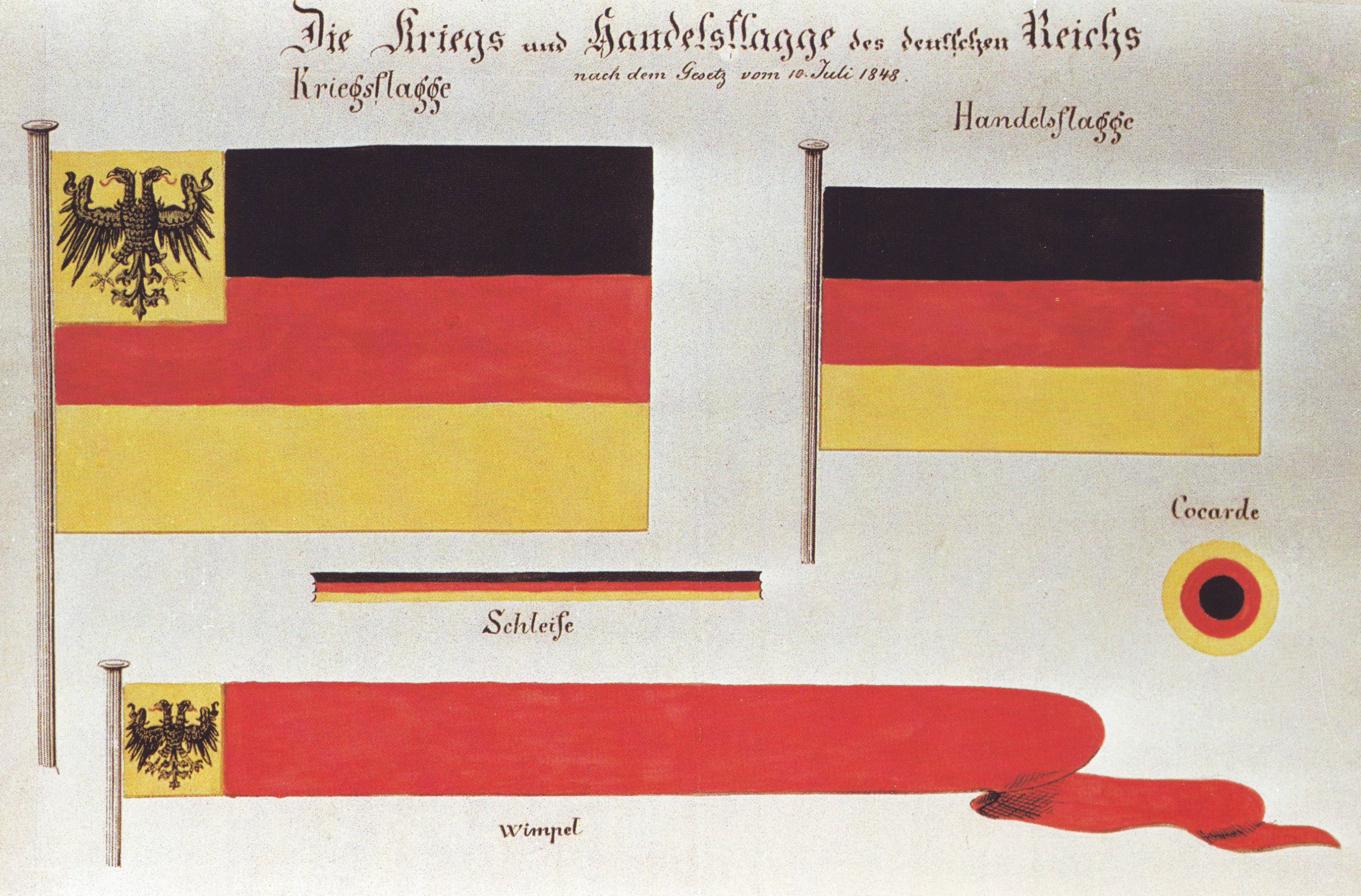
Entwurf zur Kriegs- und Handelsflagge von 1848

Das Reichsgesetz betreffend die Einführung einer deutschen Kriegs- und Handelsflagge war ein Reichsgesetz des Deutschen Reiches von 1848. Es beschreibt die Farben Schwarz-Rot-Gold und die Verwendung einer allgemeinen deutschen Reichsflagge sowie einer Kriegsflagge für die Reichsflotte.
Angenommen wurde das Gesetz von der Frankfurter Nationalversammlung. Die Reaktionsbeschlüsse der deutschen Staaten nach 1850 haben es wie die gesamte Reichsgesetzgebung für ungültig erklärt.

## Entstehen

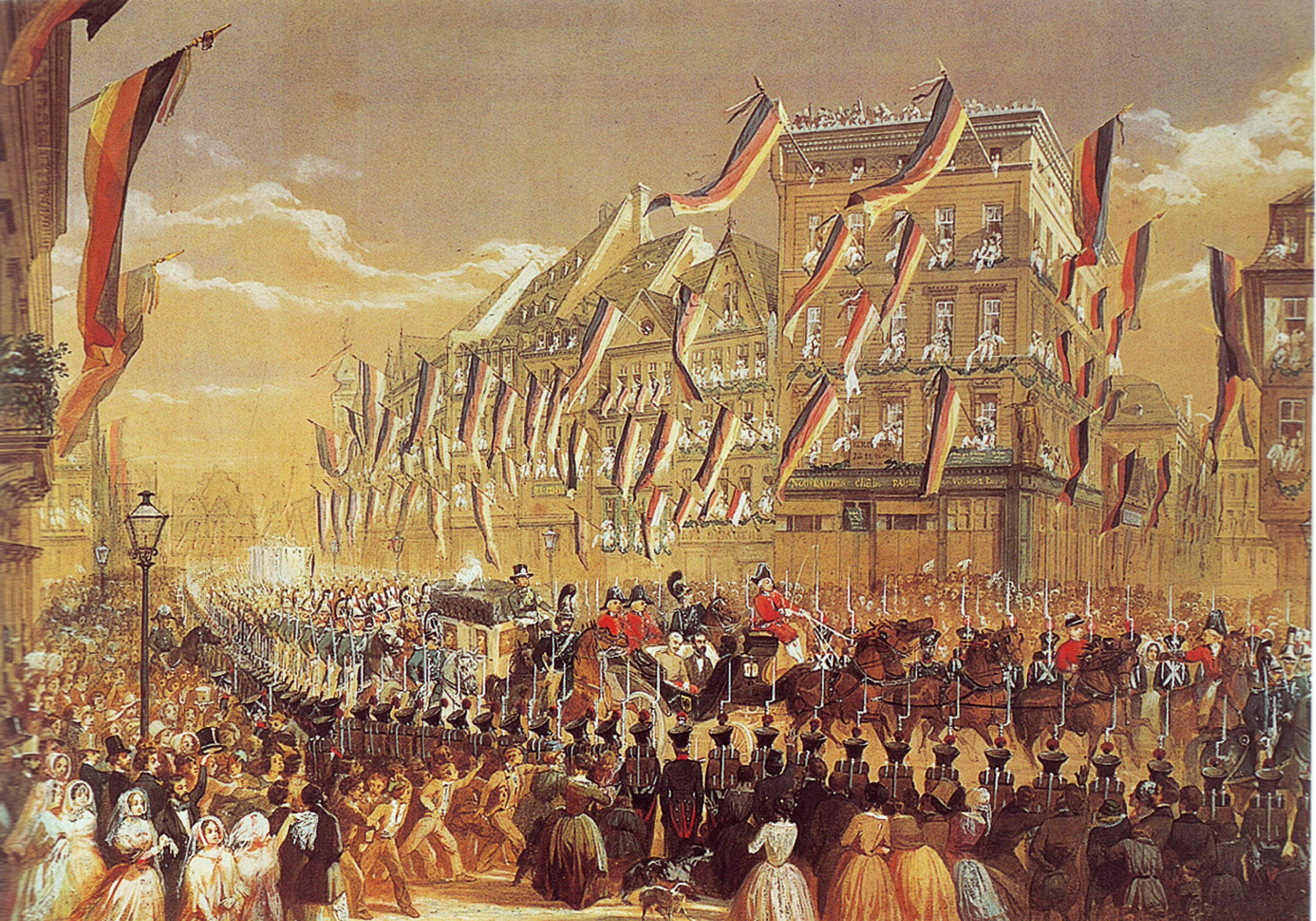
Flaggenmeer beim Einzug des Reichsverwesers in Frankfurt, Juli 1848

In der deutschen Revolution seit März 1848 hatten sich die Farben Schwarz-Rot-Gold allgemein durchgesetzt. Am 9. März akzeptierte der Bundestag die Farben. Selbst der preußische König Friedrich Wilhelm IV. trug eine solche Armbinde am 22. März, als er versprach, dass künftig Preußen in Deutschland aufgehen werde.
Die Nationalversammlung beschloss am 31. Juli 1848 ein Reichsgesetz betreffend die Einführung einer deutschen Kriegs- und Handelsflagge, doch erst am 12. November fertigte der Reichsverweser es aus. Mit dieser Verzögerung reagierte Reichsverweser Johann von Österreich auf die fehlende Anerkennung des Reiches durch die Großmächte; Großbritannien drohte, die deutsche Flagge als Piratenflagge anzusehen. Dennoch, so Verfassungshistoriker Ernst Rudolf Huber, war das Flaggengesetz ein „staatsrechtlich vollgültiges Verfassungsgesetz des Reichs“. Wegen der allgemeinen Verbreitung fehlte dann ein eigener Farbenparagraph in der Reichsverfassung von 1849.

## Inhalt
Laut Reichsgesetz (Art. 4) sollten deutsche Handelsschiffe die „Nationalflagge“ führen, sie durften daneben aber auch eine Flagge ihres Landes oder Ortes führen. Das Gesetz unterschied zwischen der Nationalflagge, auch „allgemeine deutsche Reichsflagge“ genannt, und der Kriegsflagge: Letztere beinhaltete das Reichswappen in der oberen linken Ecke. Während Art. 1 und 3 die dritte Farbe als Gelb beschreibt, spricht Art. 2 von einem „goldenen (gelben) Felde“.

## Schiffe unter Schwarz-Rot-Gold

Deutsche Kriegsflagge

Zunächst gab es noch kein Ausführungsgesetz, so wie die Verkündung von Reichsgesetzen noch unsicher war. Die Zentralgewalt war noch nicht allgemein anerkannt, daher rührt die Erlaubnis, nebenher auch eine Landesflagge zu führen. Im Mai 1849 kam es zu einem Zwischenfall, als ein britisches Schiff in den Kieler Hafen einlief, dabei aber den Salut für die deutsche Flagge vermissen ließ. Man erinnerte das Schiff mit einem Warnschuss an seine völkerrechtlich gebotene Pflicht. Verhandlungen führten zu einer formellen Entschuldigung aus London.

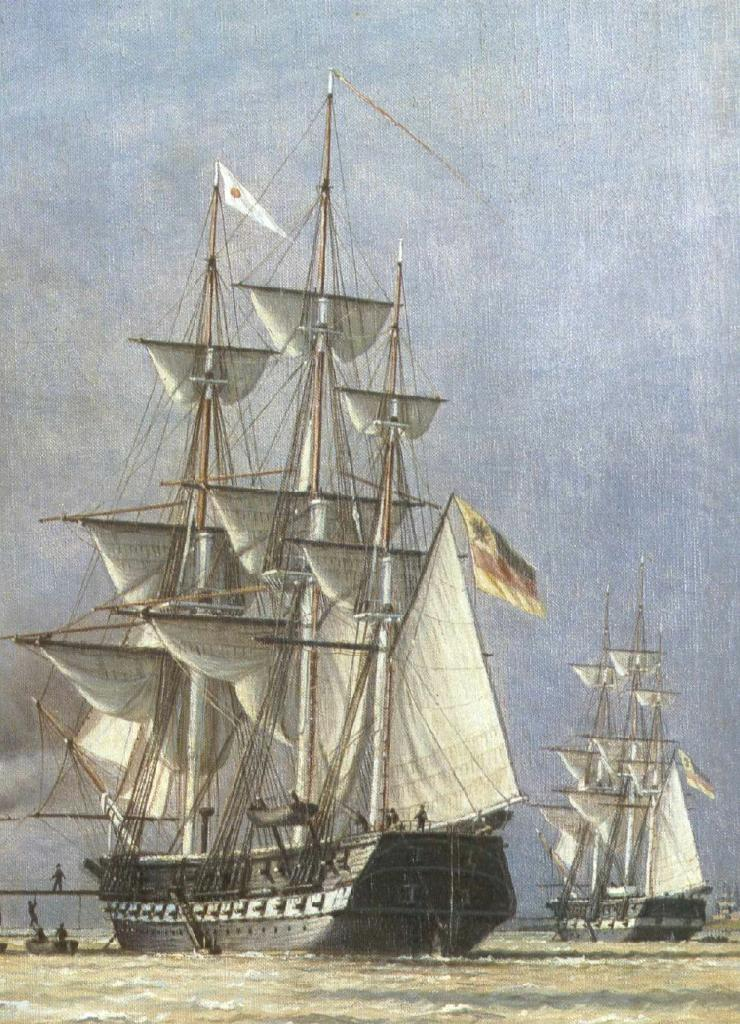
Die Fregatten Eckernförde und Deutschland, 1849, mit der Kriegsflagge

Am 4. Juni 1849 beim Seegefecht bei Helgoland ließ der Kommandant der damals britischen Insel zur Warnung gegen die deutschen Schiffe schießen. Nach einer Beschwerde drohte das britische Außenministerium, dass Schiffe als Freibeuter angesehen werden, wenn sie ohne anerkannte Staatshoheit kämpfen.
Der Bundestag, der am 9. März 1848 die deutschen Farben in den Deutschen Bund eingeführt hatte, aber auch die Zentralgewalt hatten es versäumt, die neue Flagge dem Ausland anzuzeigen (mit Ausnahme der USA). Nun bemühte sie sich ab dem 21. Juni 1849 um die Anerkennung. Wegen des Endes der Zentralgewalt übernahm die Bundeszentralkommission diese Aufgabe. Im Mai 1850 hatten die USA, die Niederlande (als Bundesmitglied), Belgien, Sardinien, die Türkei, Portugal, Neapel, Spanien, Griechenland und vorbehaltlich Frankreich die Flagge anerkannt. Großbritannien antwortete am 29. Juli auf eine am Monatsanfang erfolgte Anzeige verzögernd.

## Quelle
- Ernst Rudolf Huber: Dokumente zur deutschen Verfassungsgeschichte. Band 1: Deutsche Verfassungsdokumente 1803–1850. 3. Auflage, Kohlhammer, Stuttgart [u. a.] 1978, S. 401, Nr. 109: Reichsgesetz betreffend die Einführung einer deutschen Kriegs- und Handelsflagge vom 12. November 1848 (Reichsgesetzbl. 1848, S. 15 f.)

## Belege
1. ↑  Ernst Rudolf Huber: Dokumente zur deutschen Verfassungsgeschichte. Band 1: Deutsche Verfassungsdokumente 1803–1850, 3. Auflage, Kohlhammer, Stuttgart [u. a.] 1978, S. 400.
2. ↑  Walther Hubatsch: Die deutsche Reichsflotte 1848 und der Deutsche Bund. In: ders. (Hrsg.): Die erste deutsche Flotte 1848–1853, E. S. Mittler und Sohn, Herford/Bonn 1981, S. 29–50, hier S. 33.
3. ↑  Ernst Rudolf Huber: Deutsche Verfassungsgeschichte seit 1789. Band II: Der Kampf um Einheit und Freiheit 1830 bis 1850. 3. Auflage, Verlag W. Kohlhammer, Stuttgart [u. a.] 1988, S. 659.
4. ↑  Walther Hubatsch: Die deutsche Reichsflotte 1848 und der Deutsche Bund. In: ders. (Hrsg.): Die erste deutsche Flotte 1848–1853, E. S. Mittler und Sohn, Herford/Bonn 1981, S. 29–50, hier S. 33 f.
5. ↑  Walther Hubatsch: Forschungsstand und Ergebnis. In: ders. (Hrsg.): Die erste deutsche Flotte 1848–1853, E. S. Mittler und Sohn, Herford/Bonn 1981, S. 79–94, hier S. 86 f.
6. ↑  Walther Hubatsch: Die deutsche Reichsflotte 1848 und der Deutsche Bund. In: ders. (Hrsg.): Die erste deutsche Flotte 1848–1853, E. S. Mittler und Sohn, Herford/Bonn 1981, S. 29–50, hier S. 34.